# Agathon kawamurai
Agathon kawamurai är en tvåvingeart som först beskrevs av Kitakami 1950.  Agathon kawamurai ingår i släktet Agathon och familjen Blephariceridae. Inga underarter finns listade i Catalogue of Life.